# Lot-et-Garonne UST
Le Lot-et-Garonne UST est un club français de basket-ball, la section féminine évolué en Nationale féminine 1, la deuxième division du championnat de France. Le club, basé au Temple-sur-Lot est connu comme Union Sportive Templaise (UST). Menacé de dépôt de bilan, le club céda, à l’issue de la saison 2007-2008, ses droits sportifs au Toulouse Métropole Basket. Actuellement la section masculine 1 progresse en Régional masculine et la section féminine en pré-régional .En 1963 les U17 masculin remporte la coupe de France comme les U17 féminin en 1981.

## Historique
Le club a été fondé en 1931 et c'est en 2004 que la section féminine a atteint la NF1.

## Entraîneurs successifs
- Depuis ? :  Valérie Garnier

## Joueuses célèbres ou marquantes
- Sabine Falcoz
- Lœtitia Moussard
- Dessislava Anguelova